# Küllstedt
Küllstedt est une commune allemande située dans l'arrondissement d'Eichsfeld en Thuringe.

## Géographie

Situation de Küllstedt dans l'arrondissement

Küllstedt est située dans le sud-est de l'arrondissement, dans le Haut-Eichsfeld (Obereichsfeld) à l'est des collines du Westerwald et du Parc naturel de Eichsfeld-Hainich-Werratal et sur la bordure occidentale du Bassin de Thuringe. La commune, sise en bordure de l'arrondissement d'Unstrut-Hainich, est le siège de la Communauté d'administration Westerwald-Obereichsfeld et se trouve à 17 km au sud-est de Heilbad Heiligenstadt, le chef-lieu de l'arrondissement.
Communes limitrophes (en commençant par le nord et dans le sens des aiguilles d'une montre) : Kefferhausen, Dingelstädt, Anrode, Büttstedt, Effelder et Wachstedt.

## Histoire
La première mention écrite du village de Küllstedt date de 1191 sous le nom de Cullestede. Au XIIIe siècle, un château et des seingeurs de Küllstedt existent. Le village est presque entièrement détruit durant la Guerre de Trente Ans en 1632. Le tissage s'implante dans la région dès la fin du XVIIe siècle.

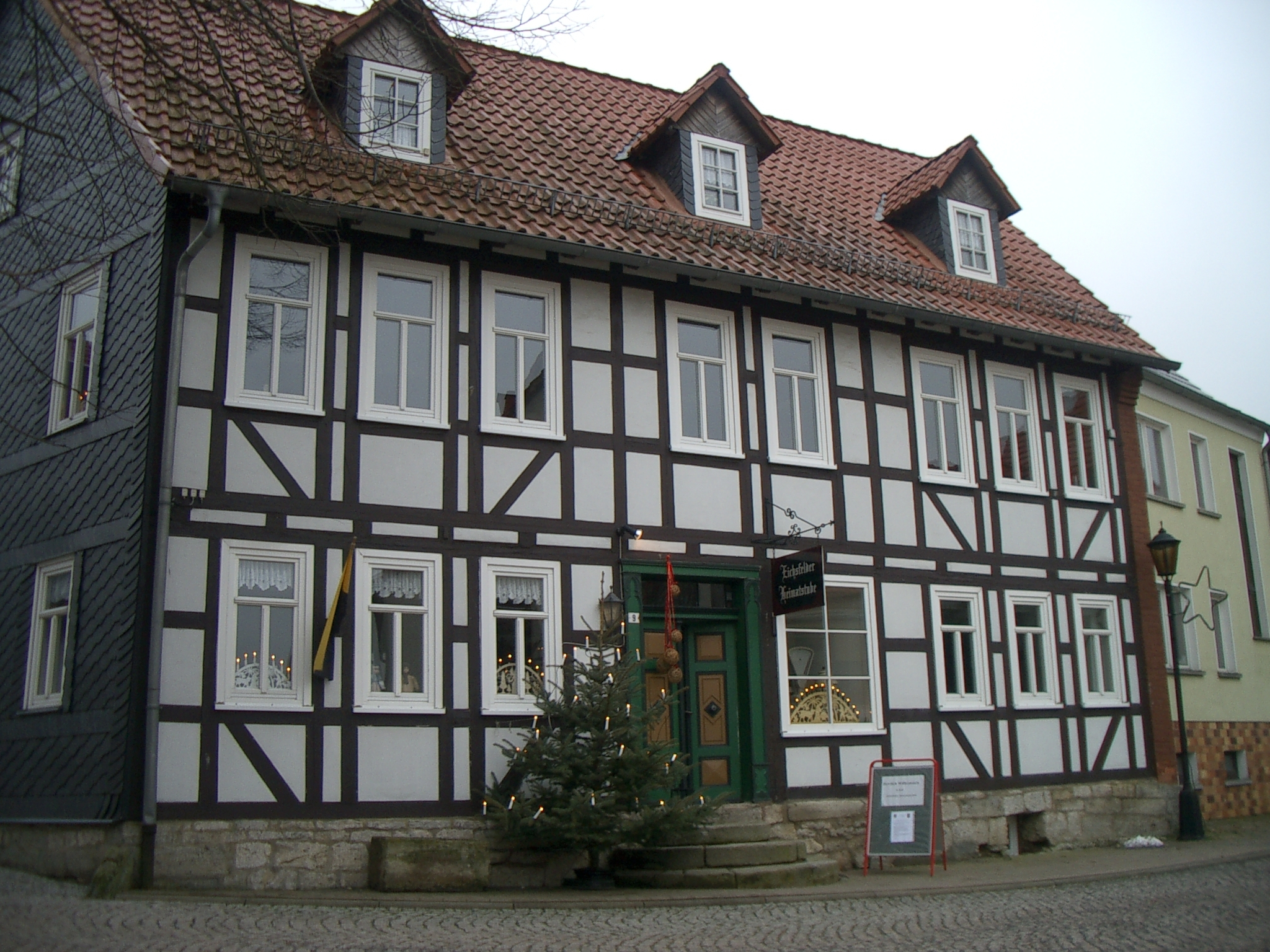
Auberge à colombages dans le village

Küllstedt souffre de nombreuses épidémies : peste en 1682, famine en 1770-1771 (40 décès), choléra en 1860 (116 morts). Une nouvelle église de style baroque est construite de 1720 à 1724.
Küllstedt a appartenu à l'Électorat de Mayence de 1294 jusqu'en 1802 et à son incorporation à la province de Saxe dans le royaume de Prusse (arrondissement de Mühlhausen). En 1860, le village compte 2 500 habitants. Le chemin de fer le relie à Leinefelde en 1800. En 1904, un hôpital est construit et, en 1911, l'eau courante et l'électricité sont installées dans le village.
La commune fut incluse dans la zone d'occupation soviétique après la Seconde Guerre mondiale avant de rejoindre le district d'Erfurt en RDA jusqu'en 1990.

## Démographie
| 1910  | 1933  | 1939  | 1995  | 2000  | 2005  | 2010  |
| ----- | ----- | ----- | ----- | ----- | ----- | ----- |
| 2 150 | 2 042 | 2 088 | 1 635 | 1 618 | 1 586 | 1 500 |